# Магнетитові руди
Магнети́тові ру́ди — залізні руди, складені магнетитом, вони найбільше характерні для карбонатитових, скарнових і гідротермальних родовищ. З карбонатитових родовищ попутно вилучають апатит і бадделеїт, зі скарнових — сульфіди кольорових металів і пірит, що містить кобальт. Особливим різновидом є титаномагнетитові руди магматичних родовищ. Магнетитові руди містять до 72 % заліза.
Магнетитові руди збагачуються за схемами з використанням сухої і мокрої магнітної сепарації, які забезпечують отримання кондиційних концентратів навіть при порівняно низькому вмісті заліза у вихідній руді. При наявності в магнетитових рудах промислового вмісту гематиту збагачення здійснюється за магнітно-флотаційними (для тонковкраплених руд) або за магнітно-гравітаційними схемами. Якщо в магнетитових рудах в промисловій кількості містяться апатит, сульфіди кобальту, міді, цинку, мінерали бору тощо, то для їх вилучення з відходів магнітної сепарації застосовується флотація.
При переробці комплексних магнетитових руд Ковдорського родовища з відходів магнітної сепарації отримують апатитовий концентрат, який використовують для виробництва добрив.